# Cashbox
Cashbox är en amerikansk musiktidning som ursprungligen publicerades från juli 1942 till november 1996. År 2006, efter att ha varit nedlagd i tio år, övergick publiceringarna till en digital version med namnet Cashbox Magazine.
Cashbox var länge den främsta konkurrenten till Billboard och sammanställde topplistor över de populäraste musikalbumen och musiksinglarna i USA. Likt Billboard Hot 100 hade Cash Box en singellista vid namn Cash Box Top 100 Singles som baserades på försäljning och mängd spelningar på radio. Det fanns även genrespecifika topplistor som Cash Box Top R&B Singles och Cash Box Top Country Singles.